# Bão Kammuri (2008)
Bão nhiệt đới Kammuri (số hiệu quốc tế: 0809, số hiệu JTWC: 10W, tên PAGASA: Julian) là một cơn bão đã gây ra lở đất ở miền Nam Trung Quốc và lũ lụt ở miền Bắc Việt Nam, có tốc độ gió tối đa 50 knots. Tên Kammuri được đệ trình lên Ủy ban Bão Nhiệt đới của Tổ chức Khí tượng Thế giới bởi Nhật Bản và là tên tiếng Nhật của chùm sao Bắc Miện.
Bão nhiệt đới Kammuri là cơn bão thứ 9 hình thành tại Tây Bắc Thái Bình Dương, Cơ quan Khí tượng Nhật Bản. Trung tâm Cảnh báo Bão nhiệt đới Chung xác định Kamuri là cơn bão thứ mười trong mùa bão Thái Bình Dương 2008. Cơ quan Khí tượng, Địa chất và Thiên văn Philippines (PAGASA), xác nhận Julian như là cơ bão nhiệt đới thứ 10 của mùa bão Thái Bình Dương 2008. Những cơn mưa lớn tạo bởi Kammuri ở Việt Nam đã cướp đi mạng sống của 100 người và phá hủy hơn 300 căn nhà và gây thiệt hại cho 3.500 căn nhà khác.

## Ảnh hưởng
Bão nhiệt đới Kammuri đã gây ra lở đất tại Nam Trung Quốc và lần đầu tiên ảnh hưởng tới Hồng Kông và Macau. Dù sao, vùng chịu hậu quả nặng nề nhất là Việt Nam với hơn 100 người chết vì hậu quả trực tiếp là lũ lụt do bão Kammuri gây ra.
Tổng cộng tính cả thiệt hại do lũ quét và sạt lở đất đi kèm, có 163 người chết và mất tích, thiệt hại ước tính khoảng 84,25 triệu USD